# 1125 en santé et médecine
| Années de la santé et de la médecine : 1122 - 1123 - 1124 - 1125 - 1126 - 1127 - 1128    |
| Décennies de la santé et de la médecine : 1090 - 1100 - 1110 - 1120 - 1130 - 1140 - 1150 |

Cet article présente les faits marquants de l'année 1125 en santé et médecine.

## Fondations
- L'hôpital du Saint-Esprit de Beaune, en Bourgogne, est attesté dans une charte de donation de Philippe d'Antigny pour la construction d'une chapelle[1].
- 1124 ou 1125 : fondation par Roger Fitz Herbert de la léproserie de la Madeleine d'Orbec, en Normandie[2].

## Publications
- 1125-1132 : Hugues de Fouilloy (c.1100-c.1173) rédige son traité sur l’étiologie et le traitement des troubles mentaux, le De medicina animae (« De la médecine de l'âme »), « texte remarquable, bien qu'inachevé […], qui tente de concilier médecine et théologie[3] », mais « dans lequel la médecine sert surtout d'allégorie[4] ».
- Entre 1125 et 1135 : Guillaume de Conches rédige une première version de son De philosophia mundi où, « dans les parties intéressant la nature de l'homme,  il cite le Pantegni sous le nom de Constantin l'Africain, l'Ysagoge de Johannitius et le De urinis de Théophile, [et où] il s'est sans doute servi du De natura hominis de Némésius dans ses développements sur les éléments et la classification des parties du corps », introduisant le terme de miningae, tel qu'il apparaîtra dans la nomenclature salernitaine[4].

## Personnalité
- 1064 ?-c.1125 : Guibert de Nogent, auteur d'un De vita sua sive Monodiarum libri tres, autobiographie qui « peut intéresser l'histoire de la santé mentale » et dont l'historien John F. Benton (en) a proposé une lecture psychanalytique[4].

## Naissances
- Entre 1120 et 1125 : Jayavarman VII (mort en 1218), roi bouddhiste de l'Empire khmer, au cours du règne duquel « de nombreuses stèles de fondation d'hôpital attestent du développement de la médecine ayurveda[5] ».
- Entre 1125 et 1140 : Cyprien de Calamizzi (it) (mort vers 1210-1215), médecin italo-grec, devenu higoumène du monastère de Saint-Nicolas de Calamizzi, près de Reggio et canonisé par l'Église catholique[6].